# Genévrier nain
Juniperus sibirica
Espèce
Le genévrier nain ou genévrier de Sibérie (Juniperus sibirica) est un arbrisseau rampant de la famille des Cupressaceae, présent dans les régions boréales d'Eurasie et d'Amérique et dans les montagnes d'Europe.
Synonymie
Voir :
- (en) NCBI : Juniperus communis var. saxatilis (taxons inclus)
- (fr) INPN : Juniperus communis subsp. nana (Hook.) Syme, 1868 (TAXREF) + onglet Taxonomie